# Civil War (dal)
A Civil War az ismert amerikai hard rock-banda, a Guns N’ Roses dala, amely eredetileg az 1990-es Nobody’s Child: Romanian Angel Appeal albumon volt hallható. A dal a háború ellen tiltakozik és polgárháborúként említ minden háborút, amely "a gazdagot vastagítja, a szegényt betemeti".

## Háttere
A "Civil War" eredetileg Axl Rose, Slash és Duff McKagan alkotása volt. Slash elmondta, hogy a dal instrumentális részét még azelőtt írta, hogy a zenekar befejezte volna a japán turnét. Axl a szöveget Melbourne-ben, Ausztráliában írta, majd ott végezte a hangpróbákat is.

## Értelmezése
- Mivel a dal felvétele alatt az Amerikai Egyesült Államoknak nem végzett jelentős katonai hadműveleteket, sokan úgy gondolnak rá, mint az 1960-as években hallható, vietnámi háború ellen tiltakozó dalok előttvaló tisztelgésre.
- A dalban említésre kerül John F. Kennedy meggyilkolása is: "and in my first memories they shot Kennedy," ("az egyik legrégibb emlékem, amikor lelőtték Kennedyt"), csakúgy, mint a polgárjogokért való harc és a vietnámi háború. Rose csupán egyéves volt Kennedy megölésekor, Duff és Slash pedig csak ezután születtek. A dalban említett Kennedy akár Robert F. Kennedy is lehetne.
- A dal befejező sora, a "What’s so civil about war anyway?" ("Hogy lehet egy háború civilizált!") valójában egy szójáték a polgár szó kettős jelentésére.

## Érdekességek
- A "Civil War" negyedik helyre került a Billboard magazin Mainstream Rock Tracks listáján.
- A "Civil War" volt az utolsó dal, amelyben Steven Adler közreműködött, mielőtt Matt Sorum-ra cserélték volna.
- A dal elején található monológ egy másik Guns N’ Roses-dalban, a "Madagascar"-ban is hallható, más idézetekkel együtt.
- A Guns N’ Roses a dalt először a Farm Aid IV-en játszotta 1990. április 7-én. Az előadást közvetítették a televízióban.
- A dal elején található monológot Strother Martin mondja, a Bilincs és mosoly című filmben ("A közlés kudarca az, ami itt velünk történt. Néhány embert képtelenség elérni... Megkapjátok, amit mi is a múlt héten... És ő épp így akarja! Hát megkapja! Én sem szeretem ezt jobban, mint ti!")
- A dalban hallhatóak egy perui katonai tábornok szavai is ("A polgármesterek és kormányhivatalnokok szelektív megsemmisítésével élünk. Például vákuumot hozunk létre. Aztán kitöltjük ezt a vákuumot, ahogy a nép háborúja erősödik. A béke közelebb került").
- A dal elején hallható bevezető eredetileg egy amerikai polgárháborús nóta, a "When Johnny Comes Marching Home" egy részlete. Ez hallható a dal végén is.
- A "Civil War" először a Nobody’s Child: Romanian Angel Appeal albumon volt hallható, aminek bevételeit a román árváknak ajánlották fel.
- A "Civil War" volt az első dal a Use Your Illusion II albumon, majd a Use Your Illusion és a Greatest Hits válogatásokon is helyet kapott.

## Külső hivatkozások
- Songfacts